# Zatypota patellata
Zatypota patellata är en stekelart som beskrevs av Henry Keith Townes, Jr. 1960. Zatypota patellata ingår i släktet Zatypota och familjen brokparasitsteklar. Inga underarter finns listade i Catalogue of Life.